# Market Harborough
Market Harborough – miasto w Wielkiej Brytanii, w Anglii w hrabstwie Leicestershire, w dystrykcie Harborough, położone na południu hrabstwa, nad rzeką Welland, 23 km na południe od Leicester i 16 km na północ od Kettering. Stacja kolejowa na trasie Londyn - Leeds. Miasto zamieszkuje 20 785 osób.

## Historia
Miasto założono w drugiej połowie dwunastego wieku, głównie dla celów handlowych i taką funkcję pełniło aż do dwudziestego wieku. W średniowieczu podzielono centrum na czterdzieści osiem parcel (yards) – każda należała do innego kupca. Ślady tego podziału zachowały się aż do dziś.